# Університет Колорадо у Боулдері
Університет Колорадо у Боулдері (англ. University of Colorado at Boulder, скорочено CU-Boulder або UCB) — загальнодоступний університет США, що знаходиться у місті Боулдер (штат Колорадо). Заснований у 1876 році, за п'ять місяців до того, як Колорадо отримав статус штату США.

## Відомі випускники
- Абдель Азіз Абдель Гані — прем'єр-міністр Ємену.
- Керолайн Порко — планетолог.
- Роберт Редфорд — актор і режисер, володар премії «Оскар».
- Паркер Фінн — кінорежисер і сценарист.

## Відомі викладачі
- Альберт Бартлетт — відомий вчений-фізик
- Георгій Гамов — фізик-теоретик, астрофізик і популяризатор науки.